# Bivacco Tête des Roèses
Das Bivacco Tête des Roèses (auch bekannt als Bivacco Accademici Valdostani) ist eine Biwakschachtel der Turiner Sektion des Club Alpino Accademico Italiano im Club Alpino Italiano auf 3160 m s.l.m. Höhe. Es befindet sich auf der West-/Südwest-Seite des gleichnamigen Berges Tête des Roèses und liegt im höchstgelegenen Teil des Valpelline im Aostatal. Der Name entstammt dem lokalen Dialekt und bedeutet Kopf des Gletschers.

## Geschichte
Das ursprünglich 1925 errichtete Bivacco Tête des Roèses wurde im Jahr 1994 durch ein größeres und komfortableres Biwak ersetzt. Es ist den Akademikern des Aostatales gewidmet.

## Beschreibung
Das Biwak ist im Eigentum der Sektion Turin des Club Alpino Accademico Italiano im Club Alpino Italiano und verfügt über 10 bis 12 Schlafplätze. Es ist stets offen und nicht bewartet.

## Zugang
Der Zustieg beginnt im Valpelline am Staudamm des Lac de Place Moulin auf 1950 m Höhe und benötigt etwa fünfeinhalb Stunden. Während der erste Teil des Zustieges ausgesprochen einfach ist, sind im weiteren Verlauf Felspartien durch Kletterei in den Schwierigkeitsgraden I und II zu überwinden. Die Route ist teils kaum markiert und schwierig zu finden.

## Aufstiege
Das Bivacco Tête des Roèses grenzt an den Gletscher Glacier des Grandes Murailles und bietet sich daher als Ausgangspunkt für den Dent d’Hérens und die von dort nach Süden abzweigende Bergkette der Grandes Murailles an.

## Übergänge
- zum Bivacco Umberto Balestrieri in etwa 6 Stunden
- zum Bivacco Giovanni Bobba alpine Route, etwa 5 Stunden
- zur Schönbielhütte über den Gletscher, etwa 7 Stunden